# Mek It Happen
Mek It Happen est un label discographique français de dancehall.

## Histoire
C'est en 2000 que Crucial L. et Psycho, le frère de Lord Kossity, décident de fonder un label afin de promouvoir la dancehall, estimant que ce mouvement manquait d'unité. Ils sortent leur premier riddim avec des artistes antillais comme Lord Kossity ou Daddy Mory.
Après avoir donné dans le sound system, le label s'oriente vers le son dancefloor et sort Savage Riddim, avec notamment Admiral T (So Strong), et le Horseride Riddim, qui n'est autre qu'une version remixée du Savage, tous deux produits par Laskez. Le succès est au rendez-vous et la raison n'est autre que la flopée d'artistes francophones de divers horizons (Guadeloupe, Martinique, Guyane, Sainte-Lucie). Une version jamaïcaine sortira quelques mois plus tard, avec des DJ jamaïcains comme Sizzla, Red Rat ou encore Anthony B. La même année, ils trouvent un accord avec ULM, ce qui leur permettra de sortir une compilation des tubes dancehall de l'année 2003, intitulée Ragga Dancehall #1.
En 2004, le label fait à nouveau appel à Laskez et sort Aaxxia Riddim, qui demeure encore un classique dancehall, tant la version francophone (avec les tubes de Lord Kossity, Jamadom, Daddy Mory ou encore un certain Krys), que la version jamaïcaine (I Love Dem So de Capleton est sans nul doute le tube qui marque le riddim). Ce même riddim sera décliné en plusieurs versions qui aboutiront en 2006 à la compilation Axx'Dem Riddim qualifiée de « tuerie de l'année » par reggae.fr. En 2010, le label sort Dancehall Queen sort le titre Dancehall Queen sur le Summercup Riddim.

## Discographie
- 2001 : Assassinat Riddim
- 2002 : Genesis Riddim
- 2002 : Savage Riddim + Horseride Riddim
- 2003 : Jamaican Savage Riddim
- 2004 : Aaxxia Riddim
- 2006 : Axx' Dem Riddim
- 2010 : Summercup Riddim